# The Paul McCartney Collection
The Paul McCartney Collection (рус. Коллекция Пола Маккартни) — бокс-сет, 16-томное переиздание записей Пола Маккартни его сольных альбомов и альбомов, записанных с группой Wings за период с 1970 по 1989 годы; в большинство переизданий альбомов добавлены бонус-треки. Серия ремастированных альбомов была издана лейблом Parlophone на CD-дисках. Диски в наборе не были выпущены одновременно: примерно половина набора была издана 7 июня 1993, а оставшиеся — 9 августа 1993. Коллекция издавалась во многих странах мира, но в США издана не была. Единым бокс-сетом все 16 дисков были изданы фан-клубом The Beatles в Японии.

## Перечень альбомов в коллекции
| Диск # | Альбом                          | Бонус-треки                                                                                                |
| ------ | ------------------------------- | --- |
| 1      | McCartney                       | |
| 2      | Ram                             | - «Another Day» - «Oh Woman, Oh Why»                                                                       |
| 3      | Wild Life                       | - «Give Ireland Back to the Irish» - «Mary Had a Little Lamb» - «Little Woman Love» - «Mama's Little Girl» |
| 4      | Red Rose Speedway               | - «C Moon» - «Hi, Hi, Hi» - «The Mess» - «I Lie Around»                                                    |
| 5      | Band on the Run                 | - «Helen Wheels» - «Country Dreamer»                                                                       |
| 6      | Venus and Mars                  | - «Zoo Gang» - «Lunch Box/Odd Sox» - «My Carnival»                                                         |
| 7      | Wings at the Speed of Sound     | - «Walking in the Park with Eloise» - «Bridge Over the River Suite» - «Sally G»                            |
| 8      | London Town                     | - «Girls' School» - «Mull of Kintyre»                                                                      |
| 9      | Wings Greatest                  | |
| 10     | Back to the Egg                 | - «Daytime Nighttime Suffering» - «Wonderful Christmastime» - «Rudolph the Red-Nosed Reggae»               |
| 11     | McCartney II                    | - «Check My Machine» - «Secret Friend» - «Goodnight Tonight»                                               |
| 12     | Tug of War                      | |
| 13     | Pipes of Peace                  | - «Twice in a Lifetime» - «We All Stand Together» - «Simple as That»                                       |
| 14     | Give My Regards to Broad Street | - «No More Lonely Nights» (extended version) - «No More Lonely Nights» (special dance mix)                 |
| 15     | Press to Play                   | - «Spies Like Us» - «Once Upon a Long Ago»                                                                 |
| 16     | Flowers in the Dirt             | - «Back on My Feet» - «Flying to My Home» - «Loveliest Thing»                                              |